# 高恩星
高恩星（1993年7月1日—），韓国女子羽毛球運動員。

## 簡歷
2014年9月，高恩星代表韓國參加仁川舉行的亞運會羽毛球比賽，與隊友合作贏得女子團體比賽銀牌。

## 主要比賽成績
只列出曾進入準決賽的國際賽事成績：
| 年份   | 賽事                 | 公開賽級別 | 項目     | 成績   |
| ------ | -------------------- | ---------- | -------- | ------ |
| 2013年 | 越南羽毛球大獎賽     | 大獎賽     | 女子單打 | 準決賽 |
| 2014年 | 加拿大羽毛球大獎賽   | 大獎賽     | 女子單打 | 準決賽 |
| 2014年 | 亞洲運動會羽毛球比賽 | 其他       | 女子團體 | 銀牌   |

| 2007-2017年 | 首要超級賽 | 超級賽 | 黃金大獎賽 | 大獎賽 | 國際挑戰賽 | 國際系列賽 | 未來系列賽 | 其他 |

| 2018-2026年 | 總決賽 | 超級1000賽 | 超級750賽 | 超級500賽 | 超級300賽 | 超級100賽 | 國際挑戰賽 | 國際系列賽 | 未來系列賽 | 其他 |